# Giovanni Castiglione
Giovanni Castiglione (Ischia di Castro, 31 gennaio 1742 – Osimo, 9 gennaio 1815) è stato un cardinale e vescovo cattolico italiano.

## Biografia
Nacque a Ischia di Castro il 31 gennaio 1742.
Fu un brillante studente di giurisprudenza e teologia a Roma. Fu cooptato nell'Accademia teologica della Sapienza e nell'Accademia di Religione Cattolica, ottenne la prelatura del Collegio di Sant'Ivo alla Sapienza.
Entrò nella Curia romana come referendario nel 1781. Papa Pio VI lo nominò in successione presidente del Collegio Germanico-Ungarico; segretario del Congregazione del Buon Governo; esaminatore dei vescovi in diritto canonico; comandante dell'Ospedale di Santo Spirito in Sassia. Simultaneamente fu canonista della Penitenzieria Apostolica. Dopo la prima Restaurazione del governo papale a Roma, papa Pio VII lo nominò membro della Congregazione per gli affari ecclesiastici straordinari e l'incaricò dell'esame del Concordato con la Francia.
Papa Pio VII lo creò cardinale in pectore nel concistoro del 23 febbraio 1801; fu pubblicato nel concistoro del 17 gennaio 1803. Il 20 gennaio dello stesso anno ricevette la berretta cardinalizia e il 28 marzo ebbe la diaconia di Santa Maria in Domnica. Nello stesso anno fu nominato membro della Sacra Congregazione del Concilio, della Congregazione dei vescovi e regolari, della Congregazione dell'Indice e della Congregazione del Buon governo. Fu visitatore apostolico dell'Ospedale dei Proietti di Viterbo. Sostituì il cardinale Leonardo Antonelli come pro-penitenziere maggiore, in occasione del viaggio di quest'ultimo in Francia per l'incoronazione di Napoleone Bonaparte. Nel 1807 fu nominato membro della Congregazione dei riti.
L'11 gennaio 1808 fu eletto vescovo di Osimo e Cingoli, Fu consacrato vescovo il 31 gennaio dello stesso anno dal cardinale Carlo Crivelli, co-consacranti Giuseppe Morozzo Della Rocca, arcivescovo titolare di Tebe e segretario della Congregazione dei vescovi e i regolari e Giuseppe Graziosi, vescovo titolare di Anastasiopoli e vescovo ausiliare di Palestrina. Nonostante la nomina vescovile, continuò ad appartenere all'ordine dei cardinali diaconi.
Morì a Osimo il 9 gennaio 1815 all'età di 72 anni e fu sepolto nella cattedrale di Osimo.

## Genealogia episcopale
La genealogia episcopale è:
- Cardinale Scipione Rebiba
- Cardinale Giulio Antonio Santori
- Cardinale Girolamo Bernerio, O.P.
- Arcivescovo Galeazzo Sanvitale
- Cardinale Ludovico Ludovisi
- Cardinale Luigi Caetani
- Cardinale Ulderico Carpegna
- Cardinale Paluzzo Paluzzi Altieri degli Albertoni
- Cardinale Gaspare Carpegna
- Cardinale Fabrizio Paolucci
- Cardinale Francesco Barberini
- Cardinale Angelo Maria Querini, O.S.B.Cas.
- Cardinale Lodovico Calini
- Cardinale Carlo Crivelli
- Cardinale Giovanni Castiglione